# Ревидирани јулијански календар
Ревидирани јулијански или Новојулијански календар, Мелетијин календар, познат још и као  Трпковићев и Миланковићев календар, уопштени је назив за усвојену редакцију новог календара на свеправославном Конгресу на челу са васељенским патријархом Мелетијем IV одржаним у Цариграду 1923. године, а која је предложена од Милутина Миланковића, тада професора небеске механике на Београдском универзитету. Верификацију ове одлуке су извршили поједини Синоди православних цркава, док су је друге одложиле због сложених верско-политичких околности у њиховим земљама. Календар се као грађански календар не налази у званичној употреби ни у једној држави у свету. Нови календар су прихватиле Васељенска, Александријска, Антиохијска, Грчка, Кипарска, Румунска, Албанска, Бугарска православна црква и Православна црква Украјине . Сматра се да данас око 50 милиона верника у свету користи Новојулијански календар.

## Календарско питање
Након Првог светског рата указала се потреба да се изврши реформа јулијанског календара, који је био у употреби у православним црквама и државама, а на којој је инсистирао патријарх Мелетиј са намером да сви хришћани празнују у исто време Божић. С тим у вези патријарх је сазвао православни Сабор у пролеће 1923. године како би се решило ово значајно питање.

## Јулијански календар
Јулијански календар је увео римски цар Гај Јулије Цезар 46. године пре н. е, који је касније назван по њему, а под утицајем хеленистичке (грчке) краљице Египта, Клеопатра VII, чија је престоница била Александрија, а по математичком обрасцу астронома из тог града, Сосигена. Према јулијанском календару година траје 365 дана, али је свака четврта година преступна и износи 366 дана. Из Сосигеновог обрасца произилази да је дужина године 365,25 дана или 365 дана и 6 часова. Оваква година је дужа од тропске, која служи за одређивање промене годишњих доба. Разлика између тропске (соларне или сунчане) године и јулијанског календара износи 11 минута и 14 секунди. Ова разлика нарасте на један дан након сваких 128 година, или три дана за 400 година. Значајна новина која је тада била уведена је прослава Нове године 1. јануара за разлику од претходне прославе 25. марта (пролећна равнодневница) у Римском царству.

## Концепција календара
Јулијански календар је садржавао два крупна недостатка: за годину је узимано да има 365 и 1/4 дана као и да 235 лунарних месеци представља тачно 19 соларних година. Миланковић је свој календар базирао на анулирању тадашње разлике јулијанског и грегоријанског календара од 13 дана, чиме је календар доведен на исти датум као грегоријански. Проблем преступних година решио је тако, што преступне године могу бити оне које су дељиве са 4 без остатка, а секуларне године биће само онда преступне ако њихов број векова, када се подели са 9 даје остатак 2 или 6. Све остале секуларне године су просте, што даје потпуну прецизност календара до 2.800. године.
Овако конципиран Миланковићев календар је требало кориговати тек после 28.800 година. До данас, иако је у суштини прихваћен на Свеправославном конгресу 30. маја 1923. године у Цариграду, Миланковићев календар није примењен.

## Закључци цариградског конгреса
- Тринаест дана треба додати на јулијански календар. Они представљају акумулирану разлику у рачунању времена од екуменског Сабора одржаног у Никеји 325. године.
- Црквени празници који падају у дане између 1. и 14. октобра, а који су изостављени из календара, славиће се сви 14. октобра, ако надлежни свештеник не предложи другачије.
- Сви месеци у години имаће исти број дана и убудуће као и до тада. Фебруар ће имати 28 дана у простој години, а 29 дана у преступној.
- Као и раније и даље ће постојати две врсте године: проста (непреступна) са 365 дана и преступна са 366 дана. Преступна ће бити свака четврта година, односно она која је дељива са бројем 4 без остатка.
- Изузетак од правила су секуларне (вековне) године: Секуларне или године столећа (оне које се завршавају са 00 на крају) биће преступне само ако број векова подељен са бројем 9 даје остатак 2 или 6. Другим речима, ако број година подељен са 900 даје остатак 200 или 600, та година ће бити преступна (2000, 2400, 2900, 3300, 3800, итд.). Остале су просте (2100, 2200, 2300, 2500, 2600, 2700, 2800, 3000, 3100, 3200, 3400, 3500, 3600, 3700 итд.).
- Фиксни световни празници задржаће датуме које су имали и до тада.
- Покретни празници зависиће од датума Васкрса. У сагласности са канонским одредбама, Васкрс ће се славити прве недеље после пуног Месеца после пролећне равнодневнице.
- Ускршњи пун Месец биће одређен астрономским прорачуном, који за репер узима меридијан који пролази кроз куполу Христовог храма у светом граду Јерусалиму.
- Васељенски патријарх захтеваће од Петрограда, Атине, Београда и Букурешта да израчунају дугорочну табелу када пада Васкрс и дужни су је дати свим осталим православним црквама.
- Ова реформа јулијанског календара не може ни на који начин бити сметња за касније промене које могу бити учињене од других хришћанских цркава.

## Рад на календару
Миланковић је на календару почео да ради 1923. године, када је био позван у Министарство вера, где му је министар Љубомир Јовановић предочио иницијативу за промену календара, потеклу од васељенског патријарха Мелетија IV. Због раскорака у календарима хришћанских цркава сви велики верски празници слављени су два пута, што је уносило културну пометњу и стварало привредне губитке и у Краљевини Срба, Хрвата и Словенаца.
Требало је да Миланковић, као делегат уз митрополита црногорско-приморског Гаврила Дожића, потоњег патријарха, учествује на православном конгресу и тамо изложи предлог реформе који је одобрио Синод Српске православне цркве. Аутор прорачуна предлога био је средњошколски професор математике Максим Трпковић.
Милутин Миланковић је и овај пројекат темељно планирао. Прикупио је сву расположиву литературу о календарима и посебно брижљиво проучио Трпковићев предлог. Реформа коју је предложио у Цариграду једногласно је усвојена, а он је по повратку у Београд примио захвалницу патријарха Мелетија.

## Догматска питања
Реформа календара подразумевала је два питања. Прво је било превазилажење разлике у времену која је између јулијанског календара и тачног сунчаног времена нарасла од Никејског сабора 325. године, када је календар усвојен. Такође, требало је дефинисати интеркалационо правило за утврђивање преступних година којима се подешава трајање календарске године.
Друго питање, посебно важно за Цркву, било је утврђивање датума Васкрс и других покретних верских празника који од њега зависе.
Канонске одредбе цркве налажу прославу Васкрса у прву недељу после пуног Месеца иза пролећне равнодневице. Међутим, датуме Месечних мена, а тиме и Васкрса и православна и католичка црква одређују рачуном епакта, заснованом на такозваном Метоновом кругу.
„Зашто се, при одредби тих мена, придржавати Метоновог круга који није никаква хришћанска одредба, када се оне могу тачно предсказати астрономским рачуном”, упитао се професор небеске механике, Миланковић, па је уз одобрење Конгреса заменио епактни рачун астрономским.
Тако је у тексту коначне одлуке Конгреса о реформи календара записано да ће се пасхални пуни Месец одређивати на основу астрономских проучавања, узимајући увек у обзир остварене напретке науке. Датум Васкрса одређиваће се увек према времену светог града Јерусалима. Цариградска патријаршија умолиће звездарнице или катедре небеске механике универзитета у Атини, Београду, Букурешту и Пулкови (Петрограду), да израде дугорочне пасхалне таблице које ће саопштити свим православним црквама.
Календар су, потом, примениле само грчка, румунска, цариградска и александријска црква. Миланковић је забележио да је Архијерејски сабор Српске православне цркве септембра 1923. у Сремским Карловцима у принципу усвојио нови календар, али је спровођење одложено за време „када реформисани календар прихвате и примене и све остале православне цркве“.

## Прецизност у односу на остале календаре
| Календар              | Аутор и година настанка:                           | Одступање у односу на астрономску годину |
| --------------------- | -------------------------------------------------- | ---------------------------------------- |
| Јулијански            | Сосиген из Александрије, 45. п. н. е.              | 11 минута и 14,75 секунди                |
| Персијски             | Омар Хајам, 1079. г.                               | 20,20 секунди                            |
| Грегоријански         | Луиђи Лилио, 1582. г.                              | 26,75 секунди                            |
| Реформисан јулијански | Максим Трпковић и Милутин Миланковић 1900—1923. г. | 2,75 секунди                             |